# Behind Bars
Albums de Slick Rick
The Ruler's Back
(1991) The Art of Storytelling
(1999)
Singles
1. Behind Bars
Sortie : 8 novembre 1994
2. Sittin' in My Car
Sortie : 14 février 1995

Behind Bars est le troisième album studio de Slick Rick, sorti le 22 novembre 1994.
L'opus s'est classé 11e au Top R&B/Hip-Hop Albums et 51e au Billboard 200.

## Liste des titres
| No  | Titre                                                                          | Contient un (des) sample(s) de | Durée |
| --- | ------------------------------------------------------------------------------ | --- | ----- |
| 1.  | Behind Bars (Produit par Prince Paul)                                          | Living for the City de Stevie Wonder Top Billin' d'Audio Two La Di Da Di de Doug E. Fresh et Slick Rick                               | 3:25  |
| 2.  | All Alone (No One to Be with) (Produit par Vance Wright)                       | The Show de Doug E. Fresh, Slick Rick and The Get Fresh Crew                                                                          | 4:05  |
| 3.  | Sittin' in My Car (featuring Doug E. Fresh – Produit par Vance Wright)         | Sitting in the Park de Billy Stewart                                                                                                  | 3:47  |
| 4.  | A Love That's True, Pt. 1 (Produit par Slick Rick)                             | Tramp d'Otis Redding et Carla Thomas                                                                                                  | 3:55  |
| 5.  | Cuz It's Wrong (Produit par Easy Mo Bee)                                       | Hihache du Lafayette Afro Rock Band In Bed de Rare Earth                                                                              | 3:23  |
| 6.  | Let's All Get Down (featuring Nice & Smooth – Produit par Greg Nice)           | | 3:41  |
| 7.  | I'm Captive (Produit par Vance Wright)                                         | Peter Piper de Run–DMC Get Out of My Life, Woman de Wilmer and the Dukes The Show de Doug E. Fresh, Slick Rick and The Get Fresh Crew | 4:11  |
| 8.  | Get a Job (Produit par Vance Wright)                                           | Mind Power de James Brown It's a New Day des Skull Snaps                                                                              | 4:03  |
| 9.  | A Love That's True, pt. 2 (Produit par Slick Rick)                             | | 2:20  |
| 10. | It's a Boy (Remix) (Produit par Large Professor)                               | | 4:01  |
| 11. | Behind Bars (Dum Ditty Dum Mix) (featuring Warren G – Produit par Prince Paul) | Sometimes I Cry de Les McCann The Real Deal du Lifers Group                                                                           | 3:22  |